# Игерас, Хосе
Хосе Игерас (исп. José Higueras; р. 1 марта 1953, Гранада) — испанский профессиональный теннисист и американский теннисный тренер.
- Бывшая шестая ракетка мира в одиночном разряде
- Победитель 19 турниров Гран-при в одиночном и парном разрядах
- Финалист Открытого чемпионата Франции (1978) в мужском парном разряде
- Обладатель Кубка наций (1978) в составе сборной Испании
- Лауреат награды ATP за спортивное поведение и честную игру (1983)
- Тренер Майкла Чанга, Джима Курье, Пита Сампраса, Дженнифер Каприати и Роджера Федерера

## Детство и спортивная карьера
Хосе Игерас родился в Гранаде на оливковой плантации. Когда семья перебралась в Барселону, мальчик устроился подавать мячи в престижный Королевский теннисный клуб. В свободное время он самостоятельно осваивал игру в теннис. Когда однажды клубу нужен был игрок против сильного соперника в матче с другой командой, Хосе дали возможность сыграть. Его неожиданная для всех победа открыла ему дорогу в профессиональный теннис, и с 1973 года он выступал в статусе профессионала.
С 1974 по 1984 год Игерас выиграл 16 турниров Гран-при и WCT в одиночном и три в парном разряде. Среди прочих на его счету победы в престижных турнирах в Гамбурге и Ла-Квинте (Калифорния, ныне Indian Wells Masters). Трижды — в 1979, 1982 и 1983 годах — он пробивался в турнир Мастерс — итоговый турнир теннисного сезона с участием сильнейших игроков мира, но из шести сыгранных матчей сумел победить лишь в одном. Своих лучших результатов в турнирах Большого шлема он добивался на Открытом чемпионате Франции, где в одиночном разряде дошёл до полуфинала в 1982 и 1983 годах, а в паре с Мануэлем Орантесом вышел в финал в 1978 году. Высшей в карьере шестой позиции в рейтинге АТР он достиг в 1983 году после второго подряд полуфинала Открытого чемпионата Франции. Дважды — в 1978 и 1983 годах — Игерас выигрывал со сборной Испании новый мужской командный турнир — Кубок Наций. В Кубке Дэвиса он провёл за сборную Испании 17 матчей, одержав 15 побед в одиночном и шесть в парном разряде. Среди соперников, которых он обыгрывал за время карьеры, были Илие Настасе, Джон Ньюкомб, Гильермо Вилас и Джимми Коннорс, а также молодые Матс Виландер и Стефан Эдберг.
Возможно, Игерас добился бы в своей игровой карьере ещё больших успехов, если бы не травмы и болезни. В 1975 году во время Открытого чемпионата Франции он сломал руку, а в 1980 году переболел гепатитом, после которого восстанавливался два года. Были опасения, что, будучи игроком, чьё главное оружие на корте — выносливость, он никогда не вернётся в прежнюю форму, но Игерас их развеял в ходе пятичасового финального матча в Гамбурге в 1982 году. Он продолжал выступать до начала 1986 года и в 1983 году был удостоен награды АТР за спортивное поведение и честную игру.

## Участие в финалах турниров Большого шлема за карьеру

### Мужской парный разряд (1)
Поражение (1)
| Год  | Турнир                     | Покрытие | Партнёр         | Соперники в финале      | Счёт в финале |
| ---- | -------------------------- | -------- | --------------- | ----------------------- | ------------- |
| 1978 | Открытый чемпионат Франции | Грунт    | Мануэль Орантес | Джин Майер Хэнк Пфистер | 3-6, 2-6, 2-6 |

## Титулы за карьеру

### Одиночный разряд (16)
| №   | Дата        | Турнир                               | Покрытие | Соперник в финале    | Счёт в финале           |
| --- | ----------- | ------------------------------------ | -------- | -------------------- | ----------------------- |
| 1.  | 4 дек 1976  | Сантьяго, Чили                       | Грунт    | Карлус Кирмайр       | 5-7, 6-4, 6-4           |
| 2.  | 11 апр 1977 | Мурсия, Испания                      | Грунт    | Бастер Моттрам       | 6-4, 6-0, 6-3           |
| 3.  | 12 мар 1978 | Каир, Египет                         | Грунт    | Челль Юханссон       | 4-6, 6-4, 6-4           |
| 4.  | 17 апр 1978 | Ницца, Франция                       | Грунт    | Янник Ноа            | 6-3, 6-4, 6-4           |
| 5.  | 24 сен 1978 | Борнмут, Великобритания              | Грунт    | Паоло Бертолуччи     | 6-2, 6-1, 6-3           |
| 6.  | 8 окт 1978  | Мадрид, Испания                      | Грунт    | Томаш Шмид           | 6-7, 6-3, 6-3, 6-4      |
| 7.  | 16 апр 1979 | Хьюстон, США                         | Грунт    | Джин Майер           | 6-3, 2-6, 7-6           |
| 8.  | 14 мая 1979 | Открытый Гран-при Германии, Гамбург  | Грунт    | Гарольд Соломон      | 3-6, 6-1, 6-4, 6-1      |
| 9.  | 20 авг 1979 | Бостон, США                          | Грунт    | Ганс Гильдемайстер   | 6-3, 6-1                |
| 10. | 10 мая 1982 | Открытый Гран-при Германии (2)       | Грунт    | Питер Макнамара      | 4-6, 6-7, 7-6, 6-3, 7-6 |
| 11. | 3 авг 1982  | Индианаполис, США                    | Грунт    | Джимми Ариас         | 7-5, 5-7, 6-3           |
| 12. | 21 фев 1983 | Ла-Квинта, Калифорния, США           | Хард     | Элиот Телчер         | 6-4, 6-2                |
| 13. | 8 апр 1983  | Борнмут (2)                          | Грунт    | Томаш Шмид           | 2-6, 7-6, 7-5           |
| 14. | 11 июл 1983 | Штутгарт, ФРГ                        | Грунт    | Хайнц Гюнтхардт      | 6-1, 6-1, 7-6           |
| 15. | 23 июл 1984 | Открытый чемпионат Австрии, Кицбюэль | Грунт    | Виктор Печчи         | 7-5, 3-6, 6-1           |
| 16. | 17 сен 1984 | Бордо, Франция                       | Грунт    | Франческо Канчелотти | 7-5, 6-1                |

### Парный разряд (3)
| №  | Дата        | Турнир                                    | Покрытие | Партнёр         | Соперники в финале         | Счёт в финале      |
| -- | ----------- | ----------------------------------------- | -------- | --------------- | -------------------------- | ------------------ |
| 1. | 14 июл 1974 | Открытый чемпионат Швейцарии, Гштад       | Грунт    | Мануэль Орантес | Томас Кох Рой Эмерсон      | 7-5, 0-6, 6-1, 9-8 |
| 2. | 2 июл 1977  | Открытый чемпионат Нидерландов, Хилверсюм | Грунт    | Антонио Муньос  | Жан-Луи Айе Франсуа Жоффре | 6-1, 6-4, 2-6, 6-1 |
| 3. | 23 мар 1978 | Милан, Италия                             | Ковёр    | Виктор Печчи    | Рауль Рамирес Войцех Фибак | 5-7, 7-6, 7-6      |

## Участие в финалах командных турниров за карьеру

### Победы (2)
| Год  | Турнир      | Команда                                     | Соперник в финале                | Счёт в финале |
| ---- | ----------- | ------------------------------------------- | -------------------------------- | ------------- |
| 1978 | Кубок Наций | Испания · Х. Игерас, М. Орантес             | Австралия · Ф. Дент, Д. Ньюкомб  | 2-1           |
| 1983 | Кубок Наций | Испания · Х. Игерас, М. Орантес, А. Хименес | Австралия · П. Кэш, М. Эдмондсон | 2-1           |

## Тренерская карьера
После завершания игровой карьеры Хосе Игерас занялся тренерской работой. Постоянно проживая в городе Палм-Спрингс (Калифорния), на дочери мэра которого он женат, Игерас в основном работал с американскими игроками. В 1989 году он привёл 17-летнего Майкла Чанга к победе на Открытом чемпионате Франции. Чанг стал не только самым молодым победителем этого турнира в мужском одиночном разряде, но и первым американцем-чемпионом за 34 года после победы Тони Траберта. Успехи подопечных Игераса на кортах «Ролан Гаррос» продолжились, когда он начал работать с Джимом Курье. С его помощью Курье дважды выиграл Открытый чемпионат Франции и добрался до вершины рейтинга АТР.
В списке теннисистов, с которыми работал Игерас, также Пит Сампрас, Карлос Мойя, Мэри-Джо Фернандес, Дженнифер Каприати, Тодд Мартин, Робби Джинепри, а позже — Роджер Федерер, с которым испанец работал в 2008 году, когда тот выиграл свой 13-й турнир Большого шлема. Из российских спортсменов у него тренировался Дмитрий Турсунов.
В 2008 году Игерас был приглашён к сотрудничеству Ассоциацией тенниса Соединённых Штатов, где он возглавил тренерскую команду отдела по подготовке игроков элитного класса. Генеральный директор отдела Патрик Макинрой, объявляя о назначении, назвал Игераса «одним из величайших тренеров современности». На новом месте работы он стал апологетом усиления подготовки американских теннисистов на грунтовых кортах, рассматривая слабую подготовку на грунте как причину неудач американцев на международной арене.